# 両国ピーターパン2017〜ピーターパン 二十歳になっても ピーターパン〜
『両国ピーターパン2017〜ピーターパン 二十歳になっても ピーターパン～〜』（りょうごくピーターパン2017〜ぴーたーぱん　はたちになっても　ぴーたーぱん〜）は、日本のプロレス団体DDTプロレスリングによって両国国技館で行われる興行である。

## 試合
| キング・オブ・ダーク選手権試合～ぶらり路上プロレス番外編！伊橋剛太両国五番勝負第1戦 60分一本勝負                                                                  |                                                               |                                                                     |
| ◯伊橋剛太 （第19代王者） | 0分36秒 ボディープレス→体固め                                 | 鈴木大● （挑戦者）                                                  |
| 第19代王者が3度目の防衛に失敗、鈴木が第20代王者となる |                                                               |                                                                     |
| ダークマッチ～ぶらり路上プロレス番外編！伊橋剛太両国五番勝負第2戦 20分一本勝負                                                                                    |                                                               |                                                                     |
| ◯伊橋剛太 | 3分31秒 ボディープレス→片エビ固め                             | ゴージャス松野●                                                     |
| ダークマッチ～ぶらり路上プロレス番外編！伊橋剛太両国五番勝負第3戦 20分一本勝負                                                                                    |                                                               |                                                                     |
| ●伊橋剛太 | 4分35秒 テーズプレス→体固め                                   | マッド・ポーリー◯                                                   |
| ダークマッチ～ぶらり路上プロレス番外編！伊橋剛太両国五番勝負第4戦 20分一本勝負                                                                                    |                                                               |                                                                     |
| ●伊橋剛太 | 1分23秒 バルボアブロー→体固め                                 | ロッキー川村◯                                                       |
| ダークマッチ～ぶらり路上プロレス番外編！伊橋剛太両国五番勝負最終戦 20分一本勝負                                                                                   |                                                               |                                                                     |
| ●伊橋剛太 | 1分36秒 シャイニング・ウィザード→体固め                       | ランジェリー武藤◯                                                   |
| 伊橋は2勝3敗で終了。 |                                                               |                                                                     |
| 第一アンダーマッチ 20分一本勝負 |                                                               |                                                                     |
| 松永智充 星誕期 島谷常寛 ●神野聖人 | 6分23秒 バックドロップ→片エビ固め                             | 渡瀬瑞基◯ レッカ ディエゴ 下村大樹                                  |
| 第二アンダーマッチ～東京女子プロレス提供アイアンマンヘビーメタル級選手権時間差入場バトルロイヤル 時間無制限勝負                                                   |                                                               |                                                                     |
| ＜第1269代アイアンマン王者＞甲田哲也 |                                                               |                                                                     |
| 出場選手(入場順) 甲田哲也、チェリー、のどかおねえさん、のの子、まなせゆうな、坂崎ユカ、瑞希、黒音まほ、小橋マリカ、辰巳リカ、中島翔子、山下実優、優宇、滝川あずさ |                                                               |                                                                     |
| ◯のどか ◯のの子 | 3分17秒 甲田に躓いたところを押さえ込む→エビ固め               | チェリー●                                                           |
| ◯のどか | 4分52秒 押さえ込む→体固め                                     | 甲田●                                                               |
| のどかおねえさんが第1270代王者に |                                                               |                                                                     |
| ◯坂崎 | 5分1秒 オーバー・ザ・トップロープ                             | のの子● まなせ●                                                     |
| ◯瑞希 | 6分47秒 キューティースペシャル                                | のどか●                                                             |
| 瑞希が第1271代王者に |                                                               |                                                                     |
| ◯黒音 | 10分4秒 オーバー・ザ・トップロープ                            | 小橋●                                                               |
| ◯辰巳 | 10分43秒 オーバー・ザ・トップロープ                           | 黒音●                                                               |
| ◯坂崎 ◯中島 | 11分40秒 合体ジャックナイフ式エビ固め                         | 辰巳●                                                               |
| ◯優宇 | 13分4秒 オーバー・ザ・トップロープ                            | 山下●                                                               |
| ◯瑞希 | 13分28秒 オーバー・ザ・トップロープ                           | 坂崎● 中島●                                                         |
| ◯優宇 | 14分53秒 サイドウォークスラム→片エビ固め                      | 滝川●                                                               |
| ◯優宇 | 16分46秒 片羽絞め                                             | 瑞希●                                                               |
| 優宇が第1272代王者に |                                                               |                                                                     |
| オープニングマッチ 飯野雄貴デビュー戦 30分一本勝負 |                                                               |                                                                     |
| ◯吉村直巳 上野勇希 | 10分49秒 正念場→片エビ固め                                    | 岩崎孝樹 飯野雄貴●                                                  |
| 第二試合 初代KO-D10人タッグ王座決定戦 60分一本勝負 |                                                               |                                                                     |
| 大鷲透 ●平田一喜 ジョーイ・ライアン 赤井沙希 ヨシヒコ | 10分23秒 炎のスピア→エビ固め                                  | 大石真翔 LiLiCo レディビアード スーパー・ササダンゴ・マシン 大家健◯ |
| LiLiCo組が初代王者組となる |                                                               |                                                                     |
| 第三試合 イケメンvsアイドル！仁義なき男前バトル 30分一本勝負 |                                                               |                                                                     |
| ◯黒潮"イケメン"二郎 | 12分0秒 イケメンクラッチ                                      | 勝俣瞬馬●                                                           |
| 第四試合 スペシャル4WAYタッグマッチ～ノータッチルール 30分一本勝負                                                                                                |                                                               |                                                                     |
| カズ・ハヤシ 石井慧介 木高イサミ 宮本裕向 | 10分30秒 公認エンドレスワルツ                                 | マイク・ベイリー MAO● 鈴木鼓太郎 高尾蒼馬◯                          |
| 第五試合 KO-D6人タッグ選手権試合 60分一本勝負 |                                                               |                                                                     |
| ◯KUDO 坂口征夫 高梨将弘 （第30代王者） | 13分52秒 ダイビング・ダブルニードロップ→片エビ固め            | ディック東郷 ヤス・ウラノ アントーニオ本多● （挑戦者）              |
| 第30代王者組が初防衛に成功 |                                                               |                                                                     |
| 第六試合 DDT20周年記念ウェポンランブル～全権・コントラ・結婚～ 時間無制限一本勝負                                                                                 |                                                               |                                                                     |
| ◯男色ディーノ | 17分16秒 ゴッチ式男色ドライバー→漢固め                        | 高木三四郎●                                                         |
| ディーノがDDTのリング上の全権を獲得。 |                                                               |                                                                     |
| ウェポン試合 時間無制限一本勝負 |                                                               |                                                                     |
| ●ケンドー・カシン | 2分36秒 無効試合                                              | 百田光雄with百田家●                                                 |
| 第七試合 DDT EXTREME級選手権試合～カベジェラ・コントラ・ カベジェラ・ハードコア・サブミッションマッチ 60分一本勝負                                                |                                                               |                                                                     |
| ◯佐々木大輔 （第39代王者） | 21分14秒 ミスディカ式クロスオーバー・フェースロックwithチェア | 彰人● （挑戦者）                                                    |
| 第39代王者が5度目の防衛に成功 |                                                               |                                                                     |
| セミファイナル ウチコミ！presents KO-Dタッグ選手権試合 60分一本勝負                                                                                               |                                                               |                                                                     |
| ●入江茂弘 樋口和貞 （第61代王者組） | 16分14秒 蒼魔刀→体固め                                        | HARASHIMA◯ 丸藤正道 （挑戦者組）                                    |
| 入江組が4度目の防衛に失敗、ハラシマルフジが第62代王者組となる |                                                               |                                                                     |
| メインイベント～グッドコムアセットpresents KO-D無差別級選手権試合                                                                                                 |                                                               |                                                                     |
| ◯竹下幸之介 （第61代王者） | 29分2秒 クロスアーム式ジャーマン・スープレックス・ホールド    | 遠藤哲哉● （挑戦者）                                                |
| 第61代王者が7度目の防衛に成功 |                                                               |                                                                     |
| ※勝者には賞金200万円が贈呈されます。 |                                                               |                                                                     |